# Quinchía
Quinchía là một khu tự quản thuộc tỉnh Risaralda, Colombia. Thủ phủ của khu tự quản Quinchía đóng tại Quinchía Khu tự quản Quinchía có diện tích 149 ki lô mét vuông. Đến thời điểm ngày 28 tháng 5 năm 2005, khu tự quản Quinchía có dân số 31597 người.